# تحررية خضراء
التحررية الخضراء أو التحررية البيئية أو الليبرتارية الخضراء، هي فلسفة سياسية مختلفة تطوّرت في الولايات المتحدة، بناءً على مزيج من القيم السياسيّة للحزب الثالث، مثل المنصّة البيئيّة والاقتصاديّة الخاصة بحزب الخضر الأمريكي، ومنصّة الحرّيات المدنيّة الخاصة بالحزب الليبرتاري، تحاول الفلسفة الليبرتارية الخضراء تعزيز القيم التقدّميّة أو الإصلاحيّة الزراعيّة. في حين أن أتباع هذا المدرسة الليبرتارية الخضراء يميلون إلى الارتباط بالحزب الخضر، فقد نمت الحركة لتشمل الليبراليين الاقتصاديين الذين يدافعون عن الأسواق الحرّة ويتّحدون عادةً مع الليبرتارية الأمريكيّة المعاصرة.

## التاريخ
كما هو الحال في الحزب الخضر، فإن الفلسفة السياسيّة الليبرتاريّة اليساريّة تاريخيّاً متجذّرة في مدارس اللاسلطوية الاجتماعيّة والفرديّة. عمل المُنظّر الشيوعيّ اللاسلطوي بيوتر كروبوتكين، وهو أمير روسي ومعارض بارز للداروينيّة الاجتماعيّة اللاتدخلية على تطوير نظريّة عن كيف أنّ «المساعدة المتبادلة» هي الأساس الحقيقيّ للتنظيم الاجتماعي.
كما سعى كل من موري بوكتشين ومعهد الإيكولوجيا الاجتماعيّة إلى مزيد من التفصيل لهذه الأفكار. كان بوكتشين أحد الأسباب الرئيسيّة لتشكيل الحزب الخضر الألماني، وهو أوّل حزب أخضر يفوز بمقاعد في البرلمانات الوطنيّة.
يعدّ بعض الليبرتاريين الآخرين الأكثر اعتدالاً مؤمنون بكل من المساواتيّة والديمقراطيّة على حدّ سواء. الفلسفة المتعالية لنيو إنغلاند (ولا سيما هنري ديفد ثورو وأموس برنسون ألكوت) والرومانسية الألمانية وغيرها من حركات «العودة إلى الطبيعة» مع الحركات المناهضة للصناعة والحريات المدنية والحركات اللامركزية، هي جزء من هذا التقليد.
يسعى الحزب الخضر الحديث في الولايات المتّحدة إلى تطبيق هذه الأفكار على نظام أكثر ديمقراطيّة للحكم الديمقراطي مقابل اللاسلطويّة اليمينيّة أو اليساريّة المعاصرة.

## الرأسماليّة الطبيعيّة
دافع كل من بول هوكين وأموري لوفينز وهنتر لوفينز في كتاب «الرأسماليّة الطبيعيّة: خلق الثورة الصناعيّة التالية» (2000)، حيث يمكن دمج عناصر من الليبرتارية والسياسة الخضراء لتحقيق فوائد اقتصاديّة وبيئيّة. وفي كتاب «من الأخضر إلى الذهب» (2006)، الذي كتبه علماء البيئة دانيال سي إيستي وأندرو س. وينستون، تمّ تقديم أفكار حول كيفيّة تطبيق الشركات لمبادئ الليبرتارية الخضراء.
حاول فريدريش هايك من المدرسة النمساوية للاقتصاد، فهم النظرة العضويّة للمجتمع وكيف أنّ معظم المؤسّسات الإنسانيّة، بما في ذلك القانون والاقتصاد، هي «نتيجة عمل بشري وليس نتيجة للتصميم البشري». في آخر أعماله الرئيسيّة، «قانون وتشريع وحريّة»، فرّق هايك بين الأوامر الداخليّة والأنظمة ذاتيّة التنظيم والأوامر الخارجيّة المفروضة.
يجادل هايك بأنّ المجتمعات والاقتصادات الحرّة والمستدامة التي تدعمها يجب أن تتبع إرشادات عامّة، مثل «مبادئ الجيل السابع» بدلاً من قوانين ولوائح اقتصاديّة محدّدة.

## موازنة البيئة والاقتصاد
أحد الشواغل الأساسيّة بين الحريّات الخضراء هو صحّة البيئة العالميّة في ضوء التكيّف مع المناخ. تدرك الفلسفة الليبرتاريّة الخضراء أن البيئة والاقتصاد لا ينفصلان. إنها تسعى إلى نظام من القوانين البيئيّة الفعّالة المتوافقة مع الحرّيّات المدنية واقتصاد السوق.
يعتقد الليبرتاريون الخضر أنّه يجب أن يكون هناك تمييز واضح بين العلم والأيديولوجيا السياسيّة. على سبيل المثال، قد يتخوّف الليبرتاري الأخضر من عبارات مثل «إعادة توزيع الثروة» و«الحد من الفقر». عند الليبرتاريين الخضر يكون الحفاظ على الحريّة الفرديّة المدنيّة والاقتصاديّة لها الأسبقيّة على مخاوف المناخ طويلة الأمد، لأن البشر في النهاية جزء من الطبيعة؛ حيث إنهم يعتقدون أن الإيكولوجيا الطبيعيّة، مثلها مثل الأسواق الحرّة، عبارة عن أنظمة ديناميكيّة.

### حكومة محدودة
كجزء من التقليد الليبرتاري، يؤكّد الليبرتاريون الخضر أن الحكومة نفسها مسؤولة عن معظم التدهور البيئي، إمّا بشكل مباشر أو عن طريق تشجيع وحماية الشركات القويّة سياسيّاً والمصالح المنّظمة الأخرى التي تؤدّي إلى تدهور البيئة الطّبيعيّة وتلويثها واستنفاذها. وبالتالي، ينبغي على الحكومة أن تخضع للمساءلة عن جميع اللوائح البيئيّة نفسها التي تفرضها على الشركات. وتتمثل إحدى المشاكل في أنّه في الوقت الذي يمكن فيه مقاضاة الشركات الخاصة أو الأفراد بموجب القانون العام لإلحاق الضرر بالبيئة، فإن الحكومة تحمي نفسها من نفس الدعاوي، لذلك يطالب الليبراليون الخضر بإلغاء الحصانة السياديّة. ويجري على نحوٍ متزايدٍ تعديل قانون الفيدراليّة والدّولة من جانب جماعات الضغط من أجل أولئك الذين يلوثون أو يستخرجون الموارد من الأراضي العامّة أو الممرّات المائيّة بحيث لا يمكن الطّعن في مثل هذه الأفعال في المحاكم.
تدعم الفلسفة الليبرتاريَّة الخضراء الحكومة المحدودة دستوريّاً، والديمقراطية القاعدية ومفهوم الدولة الحارسة اللامركزية. رغم أنّ الكثيرين في هذه الحركة يعارضون التنظيم الحكومي لقطاع الأعمال، معتقدين أنّه نتيجة عكسيّة بشكل عام، ويؤكدّون أن المبادئ القانونيّة والاقتصاديّة المختلفة مثل محاسبة التكلفة الكاملة أو «العوامل الخارجيّة الداخلة»، بدلاً من اللوائح الحكوميّة، ستكون أكثر فعاليّة في معالجة المشاكل، مثل التلوّث. أحد أركان العقيدة المركزيّة للمواقف البيئيّة الليبرتاريَّة هو أن العوامل الخارجيّة للشركات لا تسعّر في السوق بشكل صحيح، مما يخلق تشوّهات في السوق في تقييم أسعار السلع. ينبغي فرض ضرائب مباشرة على الغازات الدفيئة وفقاً لمعادلة تحسب التكاليف السلبيّة للبيئة العالميّة لحرق المزيد من الوقود الأحفوري غير المتجدّد. ويُقال أنّ هذا النّهج له ميّزة أيضاً في توفير إشارات السعر الصحيحة للمرافق والمستهلكين الآخرين للطاقة، بحيث يمكنهم التحوّل بسرعة إلى تقنيات أكثر ملاءمة للبيئة. ويدعم معهد جبل روكي هذا النوع من استراتيجيّات حماية البيئة القائمة على اقتصاد السوق.